# David S. Miller
David S. Miller (nascido em 26 de novembro de 1974) é um engenheiro de software estadunidense que trabalha no Linux, onde ele é o principal mantenedor das implementações rede e plataforma SPARC, além de desenvolver outras áreas do projeto. Ele está listado entre os 10 principais desenvolvedores que contribuem com quase 15 por cento das mudanças efetuadas no Linux. Ele também é membro do comitê de difusão do GCC.

## Trabalho

### Porte à SPARC
Miller portou o Linux para o SPARC da Sun Microsystems em 1996 em conjunto com Miguel de Icaza.
Ele também portou o Linux para o UltraSPARC T1 no começo de 2006. Subsequentemente, ele conquistou o UltraSPARC-T2 e o UltraSPARC-T2+.
Em Abril de 2008, Miller contribuiu com o porte do Gold para o SPARC, reescrevendo do zero o GNU linker.

### Redes do Linux
O Miller é um dos mantenedores da pilha TCP/IP do Linux e desempenhou um papel chave na melhora de seu desempenho em ambientes com grande carga de trabalho. O David também foi um dos proponentes dos netchannels de Van Jacobson. Ele também escreve e/ou contribui para diversos drivers de dispositivo para placas de rede no Linux

## Discursos
Ele palestrou no Ottawa Linux Symposium em 2000.
ELe palestrou na Linux.conf.au em Dunedin em janeiro de 2006.
Ele discursos no encontro do grupo de usuários Linux, "Multiqueue Networking Developments in the Linux Kernel" em julho de 2009, em Nova Iorque.